# DELFI (Kurs)
DELFI (Akronym für „Denken, Entwickeln, Lieben, Fühlen, Individuell“) ist ein bundesweit verbreitetes Familien-Bildungskonzept der Bundesarbeitsgemeinschaft evangelischer Familienbildungsstätten. DELFI-Kurse, an denen Säuglinge gemeinsam mit ihren Eltern teilnehmen, dienen der frühkindlichen Entwicklungsförderung. Dem Entwicklungsstand entsprechend werden den Kindern Spiel-, Bewegungs- und Wahrnehmungserfahrungen ermöglicht. Sie sollen die motorische, kognitive und soziale Entwicklung des Babys unterstützen und Eltern helfen, eine enge Bindung zu ihrem Kind aufzubauen. Ein vergleichbares Frühförderprogramm ist das Prager Eltern-Kind-Programm (PEKiP).

## Geschichte
DELFI-Kurse entstanden im Zuge der wachsenden Popularität von Programmen zur frühkindlichen Entwicklungsförderung in den 1990er Jahren, vergleichbar mit dem Prager Eltern-Kind-Programm, das auf den Arbeiten des tschechischen Psychologen Jaroslav Koch basiert. Während PEKiP vor allem auf die motorische Entwicklung fokussiert, legt DELFI einen stärkeren Schwerpunkt auf eine ganzheitliche Förderung, die neben der Motorik auch kognitive, emotionale und sensorische Fähigkeiten einbezieht. Dabei steht auch die Bindung zwischen Eltern und Kind im Vordergrund.

## Wortbedeutung
Das Akronym DELFI steht für die fünf zentralen Aspekte, die in den Kursen gefördert werden: Denken, Entwickeln, Lieben, Fühlen, Individuell.
Denken
Der Bereich Denken bezieht sich auf die kognitive Entwicklung des Babys. In DELFI-Kursen werden Aktivitäten angeboten, die das Verständnis des Kindes von Ursache und Wirkung sowie das Problemlösungsverhalten fördern. Dazu gehören einfache Spiele mit Alltagsgegenständen oder das Erkunden von Formen und Farben.
Entwickeln
Unter Entwickeln versteht man die allgemeine motorische und körperliche Entwicklung. Die Babys haben in den Kursen die Möglichkeit, in einer sicheren Umgebung Bewegungsfreiheit zu erfahren und ihre motorischen Fähigkeiten zu schulen. Das Krabbeln, Greifen, Drehen und erste Stehversuche werden spielerisch unterstützt.
Lieben
Das Element Lieben betont die Bindung zwischen Eltern und Kind. DELFI-Kurse fördern eine liebevolle und aufmerksame Interaktion, die die emotionale Bindung stärkt. Diese enge Bindung ist wichtig für das Urvertrauen des Kindes, was sich positiv auf die spätere soziale und emotionale Entwicklung auswirkt.
Fühlen
Fühlen bezieht sich auf die Förderung der sensorischen Fähigkeiten. In den Kursen werden verschiedene Materialien verwendet, die das Baby ertasten kann, wie Stoffe, Bälle oder Wasser. Dadurch werden der Tastsinn, die Wahrnehmung und die Sensorik des Kindes angeregt.
Individuell
Das Individuelle bedeutet, dass jedes Baby in seiner eigenen Geschwindigkeit lernen und sich entwickeln darf. Es gibt keinen Druck, bestimmte Meilensteine zu erreichen, sondern die Eltern werden darin unterstützt, auf die Bedürfnisse ihres Kindes einzugehen und es in seiner individuellen Entwicklung zu begleiten.